# Henry C. Murphy

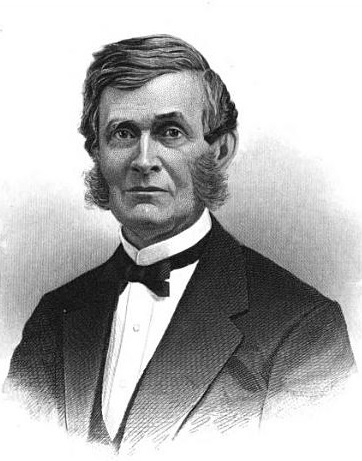
Henry C. Murphy

Henry Cruse Murphy (* 5. Juli 1810 in Brooklyn, New York; † 1. Dezember 1882 ebenda) war ein US-amerikanischer Jurist und Politiker. Er vertrat zwischen 1843 und 1845 sowie zwischen 1847 und 1849 den Bundesstaat New York im US-Repräsentantenhaus.

## Werdegang
Henry Cruse Murphy wurde ungefähr zwei Jahre vor dem Ausbruch des Britisch-Amerikanischen Krieges in Brooklyn geboren. Er graduierte 1830 am Columbia College in New York City. Murphy studierte Jura und begann nach dem Erhalt seiner Zulassung als Anwalt 1833 in Brooklyn zu praktizieren. Er war in den Jahren 1841 und 1842 als Staatsanwalt (prosecuting attorney) von Kings County tätig und in den Jahren 1842 und 1843 als Bürgermeister von Brooklyn. 1846 nahm er als Delegierter an der verfassunggebenden Versammlung von New York teil. Politisch gehörte er der Demokratischen Partei an.
Bei den Kongresswahlen des Jahres 1842 wurde Murphy im zweiten Wahlbezirk von New York in das US-Repräsentantenhaus in Washington, D.C. gewählt, wo er am 4. März 1843 die Nachfolge von Joseph Egbert antrat. Allerdings erlitt er bei seiner Wiederwahlkandidatur im Jahr 1844 eine Niederlage und schied nach dem 3. März 1845 aus dem Kongress aus. Murphy kandidierte im Jahr 1846 erneut um einen Kongresssitz. Nach erfolgreicher Wahl trat er am 4. März 1847 die Nachfolge von Henry J. Seaman an. Bei seiner vierten Kandidatur im Jahr 1848 erlitt er eine Niederlage und schied nach dem 3. März 1849 aus dem Kongress aus.
Danach kandidierte er 1852 erfolglos um die Präsidentschaftskandidatur bei der Democratic National Convention in Baltimore. Am 1. Juni 1857 wurde er als Nachfolger von August Belmont zum Gesandten in den Niederlanden ernannt, eine Stellung, die er bis zum 8. Juni 1861 innehatte. Ungefähr zwei Monate zuvor war der Bürgerkrieg ausgebrochen. Er saß dann zwischen 1861 und 1873 in der New York State Assembly. In dieser Zeit nahm er 1867 und 1868 an den verfassunggebenden Versammlungen von New York teil. Darüber hinaus war er Eigentümer und Herausgeber des Brooklyn Daily Eagle. Er verstarb am 1. Dezember 1882 in Brooklyn und wurde dann auf dem Green-Wood Cemetery beigesetzt.

## Werke
- Übersetzung von Voyages from Holland to America 1632 to 1644 von De Vries.[1]
- Henry Hudson in Holland: Origin and Objects of the Voyage which Led to the Discovery of the Hudson River, The Brothers Giunta d'Albani, 1859.
- Jacob Steendam, Noch Vaster: A Memoir of the First Poet in New Netherlands, with his Poems, Descriptive of the Colony, The Brothers Giunta d'Albani, 1861.